# Frederik Thorkildsen Wexschall
Frederik Thorkildsen Wexschall (9. april 1798 i København – 25. oktober 1845) var en dansk violinist.
Faren, en norsk bondesøn, der skrev sig Johannes Thorkildsen Wexsal, var den gang stadsjæger hos kronprinsen og blev senere palæforvalter på Amalienborg; moren hed Jacobine Caroline født Holm. Undervist på violin, først af faderen, senere af professor Peter Mandrup Lem, optrådte Wexschall allerede i barnealderen på hofkoncerter; i juni 1812 blev han ”elev” i Det Kongelige Kapel og udviklede sig her under den fortræffelige læremester, koncertmester Christian Tiemroth, til en glimrende violinspiller med en sjælden stor tone. 1820-22 rejste han med offentlig understøttelse i udlandet, hvor han studerede under mestre som Carl Moser i Berlin, Franz Pecháček i Wien og Louis Spohr i Kassel og gav koncerter, som blev omtalte med berømmelse endog i det ved udmærket violinspil forvænte Paris. Kritikken kaldte ham her Wexschall, og denne skrivemåde beholdt han for fremtiden, måske som et lille drilleri (vexer) over for professor Claus Schall, der altid tilsidesatte ham. Uagtet det almene bifald ude og hjemme avancerede Wexschall efter sin hjemkomst ikke højere i kapellet end til 2. balletrepetitør og 1. sekondviolinist (1824). Men efterhånden arbejdede han sig frem til at blive den, der ved sine kraftige og brede buestrøg ledede ensemblet i orkestret, og ved Schalls død blev Wexschall forstander for den kongelige violinskole med prædikat af koncertmester (1835). Blandt hans elever skal fremhæves søstersønnen Frits Schram, Holger Simon Paulli og Niels W. Gade, der ofte senere omtalte Wexschalls ”glimrende tone” med beundring. Men hans voldsomme energi og ild måtte til sidst nedbryde hans livskraft, og musiklivet led et stort tab, da en langvarig, tærende sygdom tidlig lagde ham i graven, 25. oktober 1845, året efter at begge hans gamle forældre var døde. 1823 blev han gift med skuespillerinden Anna H.D. Brenøe; ægteskabet blev opløst 1831, og senere ægtede han Caroline født Dam (død 1848).